# Tetraplastocerus transvaalensis
Tetraplastocerus transvaalensis är en tvåvingeart som beskrevs av Filippo Silvestri 1920. Tetraplastocerus transvaalensis ingår i släktet Tetraplastocerus och familjen spyflugor. Inga underarter finns listade i Catalogue of Life.